# Vysoká nad Kysucou
Vysoká nad Kysucou (hongarès: Hegyeshely) és un poble i municipi d'Eslovàquia que es troba a la regió de Žilina, al centre-nord del país.

## Demografia
| Godina             | 1994 | 2004   | 2014   | 2024    |
| ------------------ | ---- | ------ | ------ | ------- |
| Nombre de persones | 3152 | 2984   | 2709   | 2437    |
| Diferència         |      | −5,32% | −9,21% | −10,04% |

| Godina             | 2023 | 2024   |
| ------------------ | ---- | ------ |
| Nombre de persones | 2487 | 2437   |
| Diferència         |      | −2,01% |